# Импириъл (град, Калифорния)
Импириъл (на английски: Imperial) е град в окръг Импириъл, щата Калифорния, САЩ. Импириъл е с население от 17 550 жители (по приблизителна оценка от 2017 г.) и обща площ от 10,1 km². Намира се на -18 m надморска височина. ЗИП кодовете му са 92251, а телефонният му код е 760.